# Efecto de Stroop

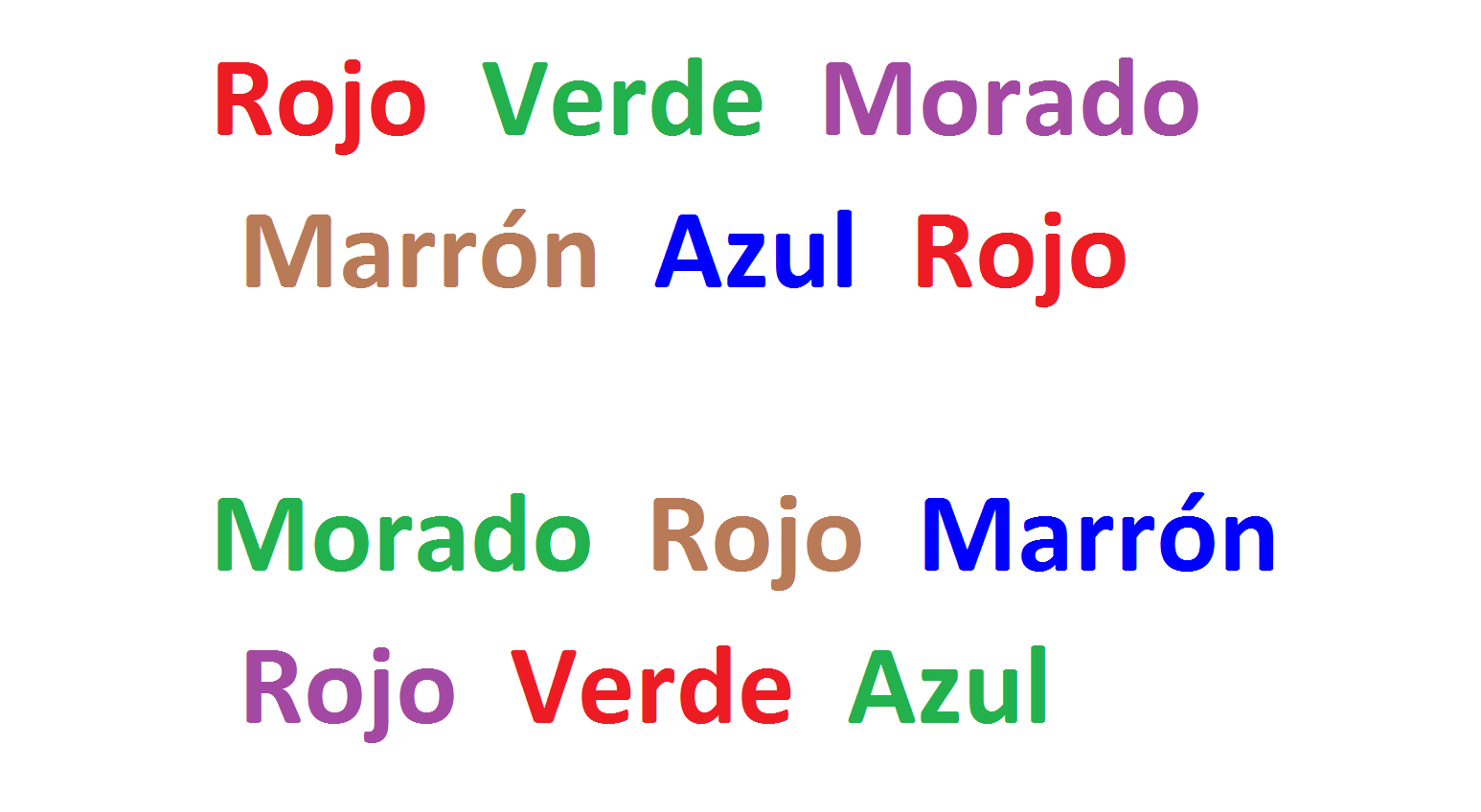
Nombrar el color visualizado de una palabra impresa es una tarea más fácil y rápida si la palabra coincide con el color (arriba) que si no coincide (abajo)

En psicología, el efecto de Stroop es el retraso en el tiempo de reacción entre estímulos congruentes e incongruentes.
El efecto se ha utilizado para crear un test psicológico (el test de Stroop) que se utiliza ampliamente en la práctica clínica y la investigación.
Una tarea sencilla que ilustra este efecto se produce cuando hay una discrepancia entre el nombre de un color (como «azul», «verde» o «rojo») y el color de la tinta utilizada para imprimir esa palabra (por ejemplo, la palabra «rojo» impresa con tinta azul en lugar de roja). Cuando se les pide que nombren el color de tinta de la palabra, las personas tardan más y es más probable que se equivoquen si el color de tinta no coincide con el nombre del color.
El efecto lleva el nombre de John Ridley Stroop, que lo publicó por primera vez en inglés en 1935. El efecto había sido publicado previamente en Alemania en 1929 por otros autores. El artículo original de Stroop ha sido uno de los más citados en la historia de la psicología experimental, lo que ha dado lugar a más de 700 artículos relacionados con Stroop en la literatura.

## Experimento
1.ᵉʳ estímulo: Morado Marrón Rojo Azul Verde
3.ᵉʳ estímulo: ▀ ▀ ▀ ▀ ▀ ▀ ▀ ▀ ▀ ▀ ▀ ▀ ▀ ▀ ▀ ▀ ▀ ▀ ▀ ▀ ▀ ▀ ▀ ▀ ▀
Ejemplos de los tres estímulos y colores utilizados para cada una de las actividades del artículo original de Stroop.
El efecto fue nombrado por John Ridley Stroop, quien publicó el efecto en inglés en 1935 en un artículo en el Journal of Experimental Psychology titulado “Studies of Interference in serial verbal experiments” que incluye tres experimentos diferentes.  Sin embargo, el efecto fue primeramente publicado en 1929 en Alemania por Erich Rudolf Jaensch,  y sus fundamentos pueden ser rastreados a los trabajos de James McKeen Cattell y Wilhelm Maximilian Wundt en el siglo XIX.

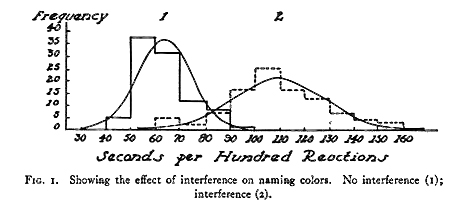
Figura 1 del Experimento 2 de la descripción original del efecto de Stroop (1935). 1 es el tiempo que se tarda en nombrar el color de los puntos, mientras 2 es el tiempo que se toma en decir el color cuando hay un conflicto con la palabra escrita.

El efecto debe su nombre a John Ridley Stroop, que lo publicó en inglés en 1935 en un artículo del Journal of Experimental Psychology titulado "Studies of interference in serial verbal reactions" que incluye tres experimentos diferentes. Sin embargo, el efecto fue publicado por primera vez en 1929 en Alemania por Erich Rudolf Jaensch, y sus raíces pueden seguirse hasta los trabajos de James McKeen Cattell y Wilhelm Maximilian Wundt en el siglo XIX.
En sus experimentos, Stroop realizó múltiples variaciones del mismo examen de las cuales tres diferentes tipos de estímulos fueron creados; nombres de los colores en tinta negra; nombres de los colores en una tinta distinta al nombre del color; y cuadrados de cierto color.
En el primer experimento, las palabras y las palabras-problema fueron utilizadas (véase la primera figura). La tarea requería que los participantes leyeran los nombres de los colores (las palabras) independientemente el color de la tinta en que estén escritos (la fuente). Por ejemplo, tendrán que leer “morado” sin importar el color de la fuente. En el experimento 2, se utilizaron los estímulos de palabras-problema y parches de colores, y requería que los participantes  dijeran el color de la tinta de las letras independientemente de la palabra escrita con el segundo tipo de estímulo y además nombrar el color de los parches. Si la palabra “morado” estuviera escrita en fuente roja, tendrían que decir “rojo”, en vez de “morado”. Cuando los cuadrados se muestren, el participante dirá el nombre del color. Stroop en el tercer experimento, sometió a sus participantes a diferentes etapas de la práctica a las tareas y estímulos utilizados en el primer y segundo experimento, estudiando los efectos de aprendizaje.
A diferencia de los investigadores actuales que utilizan el examen para evaluaciones psicológicas,  Stroop empleo solo los tres puntajes básicos, en lugar de procedimientos de puntaje más derivados y complejos. Stroop notó que los participantes tardaban significativamente más para completar la lectura del color en la segunda tarea que los que tenían que nombrar los colores de los cuadrados en el experimento 2. Este retraso no había aparecido en el primer experimento. Dicha interferencia fue explicada por la automatización de la lectura, donde la mente determina automáticamente la semántica del significado de la palabra (se lee la palabra “rojo” y se piensa en el color “rojo”), y después intencionalmente revisarse a sí mismo en vez del color de la palabra (la tinta es un color diferente del rojo), un proceso que no es automatizado.

## Hallazgos experimentales
Los estímulos en los paradigmas de Stroop pueden ser divididos en 3 grupos: neutrales, congruentes e incongruentes. Los estímulos neutrales son los estímulos en los que solo el texto (similar al estímulo 1 del experimento de Stroop), o color (similar al estímulo 2 del experimento de Stroop) se muestran. Los estímulos congruentes son en los que la tinta del color y la palabra hacen referencia al mismo color (por ejemplo la palabra “rosa” escrito en rosa). Estímulos incongruentes son aquellos en los que la tinta del color y la palabra difieren. Tres hallazgos experimentales son encontrados frecuentemente en los experimentos Stroop. Un primer hallazgo es la interferencia semántica, la cual establece que nombrar el color de la tinta de un estímulo neutral  (por ejemplo cuando la tinta del color y la palabra no interfieren uno con el otro) es más rápido que en condiciones incongruentes. Se le llama interferencia semántica ya que generalmente se acepta que la relación de significado entre la tinta del color y la palabra está en la raíz de la interferencia. El segundo hallazgo, facilitación semántica, explica el descubrimiento que nombrar la tinta de estímulos incongruentes  es más rápido (por ejemplo cuando la tinta del color y la palabra concuerdan)  que cuando el estímulo neutral se presenta (ejemplo estímulo 3, cuando solo se presenta un cuadrado de color). El tercer hallazgo es que ambos la interferencia semántica y facilitación, desaparecen cuando la tarea consiste en leer la palabra en lugar de nombrar la tinta. A esto se le ha llamada asincronía de Stroop, y ha sido explicado mediante una automatización reducida al nombrar los colores comparado a leer palabras.
En el estudio de la teoría de interferencia, el procedimiento más común era similar al segundo experimento de Stroop, en el cual los sujetos estudiados debían nombrar colores de palabras incompatibles y parches de control. El primer experimento en el estudio de Stroop (leer palabras en negro contra leer colores incongruentes) ha sido el menos discutido. En ambos casos, el resultado de interferencia es expresado como la diferencia  entre los tiempos necesarios para leer los dos tipos de cartas. En lugar de nombrar el estímulo, los sujetos fueron interrogados para ordenar los estímulos en categorías. Las diferentes características de los estímulos tales como colores de la tinta o la dirección de las palabras han sido variadas sistemáticamente. Ninguna de esas modificaciones elimina el efecto de interferencia.

## Neuroanatomía
Las técnicas de ilustraciones cerebrales incluyendo la imagen de resonancia magnética (MRI), imagen de resonancia magnética funcional (fMRI), y tomografía de emisión de positrones (PET) han demostrado que existen dos principales áreas en el cerebro que están involucradas en el proceso de la tarea de Stroop.  Estas áreas son la corteza cingulada anterior y la corteza dorsolateral prefrontal. Específicamente, mientras ambas son activadas al resolver conflictos y captar errores, la corteza dorsolateral prefrontal se fundamenta en la memoria y otras funciones ejecutivas, mientras que la corteza cingulada anterior es usada para seleccionar una respuesta apropiada y gestionar los recursos atencionales.
El córtex prefrontal dorsolateral posterior crea las indicaciones apropiadas para que el cerebro pueda completar la meta. Para el efecto de Stroop, esto involucra activar las áreas del cerebro implicadas en la percepción del color, pero no aquellas incluidas en la decodificación de palabras. Esto contrarresta los sesgo y la información irrelevante, por ejemplo, el hecho de que la percepción semántica de la palabra es más llamativa que el color en el que está hecha. Después, el córtex prefrontal dorsolateral medio selecciona la representación que cumplirá la meta. La información relevante debe ser separada de la información irrelevante en la tarea; así, el enfoque está en la tinta del color y no en la palabra.  Además, estudios sugieren que la activación del córtex prefrontal dorsolateral izquierdo durante una tarea Stroop está relacionada con una expectativa individual en cuanto a la naturaleza conflictual del juicio inminente y no tanto del conflicto en sí. Inversamente, el córtex prefrontal dorsolateral derecho trata de reducir el conflicto atencional y se activa después de que el conflicto ha terminado.
Sin embargo, la corteza dorsal cingulada anterior es responsable por las decisiones realizadas (ej. Si tu vas a decir la respuesta incorrecta [palabra escrita] o la respuesta correcta [color de la tinta]).   Continuando con la respuesta, la corteza dorsal cingulada anterior está involucrada en la respuesta de evaluación- decisión si una respuesta es correcta o incorrecta. La actividad en esta región aumenta cuando la probabilidad de un error es elevada.

## Teorías
Existen diversas teorías utilizadas para explicar el efecto de Stroop y son comúnmente conocidas como “modelos de competencia”. Esto está basado en la noción subyacente que ambos información relevante e irrelevante, son procesadas en paralelo, pero “compiten” por entrar en el procesador central singular durante la selección de respuesta. Estas son:

### Velocidad de procesamiento
Esta teoría sugiere que hay un retardo en la habilidad del cerebro para reconocer el color de la palabra, ya que el cerebro lee palabras más rápido de lo que reconoce colores. Esto se basa en la idea que el procesamiento de palabras es significativamente más rápido que el procesamiento de color. En una condición en la que hay un conflicto en cuanto a palabras y colores (por ejemplo, la tarea de Stroop), si la tarea es de reportar el color, la información de la palabra llega a la fase de toma de decisiones antes que la información del color, lo que ocasiona la confusión en el procesamiento. En cambio, si la tarea es reportar la palabra, ya que la información del color va después de la información de la palabra, se puede tomar una decisión antes de la información conflictiva.

### Atención selectiva
La teoría de la atención selectiva sugiere que el reconocimiento del color, en contra de la lectura de la palabra, requiere más atención. El cerebro necesita utilizar más atención para reconocer un color que para reconocer una palabra, así que toma un poco más de tiempo.  Las respuestas se inclinan a la interferencia en la tarea de Stroop. Esto puede ser un resultado  de la asignación de la atención a las respuestas o de una mejor inhibición de distractores que no son respuestas apropiadas.

### Automaticidad
Esta es la teoría más común del efecto de Stroop. Sugiere que, ya que el reconocimiento de colores no es un “proceso automático”, hay una vacilación al responder; mientras que, el cerebro automáticamente reconoce el significado de palabras como resultado de la lectura habitual. Esta idea está basada en la premisa que la lectura automática no necesita atención controlada, pero aun así utiliza suficientes recursos atencionales para reducir la cantidad de atención accesible para el procesamiento de la información del color. Stirling (1979) introduce el concepto de respuesta automatizada. Él demostró que cambiar las respuestas de palabras con color a letras que no fueran parte de la palabra coloreada aumenta el tiempo de reacción mientras disminuye la interferencia Stroop.

### Procesamiento distribuido paralelo
Esta teoría sugiere que mientras el cerebro analiza información, vías diferentes y específicas se desarrollan para distintas tareas. Algunas vías, como leer, son más fuertes que otras, por lo tanto, es la fuerza de la vía y no la velocidad de la vía la que importa.  Además, la automaticidad es una función de la fuerza de cada vía, por lo tanto, cuando dos vías son activadas simultáneamente en el efecto de Stroop, ocurre una interferencia entre la vía más fuerte (leer palabras) y la vía más débil (nombrar colores), más específicamente cuando la vía que lleva a la respuesta es la vía más débil.

## Desarrollo cognitivo
En las teorías neo-Piaget del desarrollo cognitivo, diversas variaciones de la tarea de Stroop han sido utilizadas para estudiar la relación entre la velocidad del procesamiento y las funciones ejecutivas con la memoria activa y desarrollo cognitivo en varios dominios. Las investigaciones demuestran que el tiempo de reacción a tareas Stroop decrece sistemáticamente de la infancia temprana a la adultez temprana. Estos cambios sugieren que la velocidad de procesamiento aumenta con la edad y que el control cognitivo se vuelve cada vez más eficiente. Además, esta investigación sugiere fuertemente que los cambios en estos procesos con la edad están estrechamente relacionados con el desarrollo de la memoria activa y varios aspectos del pensamiento.  La tarea de Stroop también demuestra la habilidad de controlar la conducta. Si se solicita decir el color de la tinta en lugar de la palabra, el participante debe sobrellevar la iniciativa y el estímulo mayor de leer la palabra. Estas inhibiciones demuestran la habilidad del cerebro para regular la conducta.

## Usos
El efecto de Stroop ha sido ampliamente utilizado en la psicología. De los usos más importantes se encuentra la creación de exámenes psicológicos válidos, basados en el efecto de Stroop que permiten medir la capacidad y las habilidades de la atención selectiva de las personas, así como la rapidez de la habilidad de procesamiento. También es usado en la relación de otros aspectos neuropsicológicos para examinar las habilidades de procesamiento ejecutivo de las personas, y para ayudar al diagnóstico y caracterización de diferentes desórdenes psicológicos y neurológicos.
Investigadores también utilizan el efecto de Stroop durante la toma de estudios de imágenes cerebrales para investigar regiones del cerebro involucradas en la planeación, toma de decisiones y la interferencia del manejo de la realidad (ej. Escribir un mensaje de texto y conducir).